# Kurt Cibis
Kurt Cibis (* 29. September 1922 in Simsdorf bei Beuthen; † 2. Oktober 2005 in Trier) war ein deutscher Numismatiker, der insbesondere zum Münzwesen Triers forschte.

## Leben
In Beuthen besuchte Kurt Cibis das Realgymnasium und absolvierte das Notabitur. Danach kam er zum Militär, wo er als Fallschirmjäger ausgebildet wurde. Bei Kriegseinsätzen in Russland und Afrika wurde er mehrfach verwundet.
In den letzten Monaten des Jahres 1945 heiratete Cibis Lätitia Ruth Pawlik. Sohn Rainer wurde noch 1945 geboren. 1945 bis 1951 suchte Cibis mit seiner Familie wie Millionen anderer Vertriebener an verschiedenen Orten Deutschlands Zuflucht. Den Unterhalt der Familie versuchte Cibis durch Russischunterricht und als Untertagebergmann zu bestreiten. 1951 kam die Familie nach Trier. Hier studierte Cibis im Alter von 29 Jahren an der Staatlichen Ingenieurschule für das Bauwesen bis 1954 Architektur.
Das Bischöfliche Dom- und Diözesanmuseum in Trier beschäftigte ihn sodann als Ingenieur bis 1961, bevor er bei Wohnungsbaufirmen in Trier und Münster als Planer und Bauleiter für die nächsten sechs Jahre Anstellungen fand. In Münster entdeckte Cibis sein Interesse an der Philatelie und Numismatik. Im Verein der Münsteraner Münzfreunde, der von Peter Berghaus gegründet und damals geleitet wurde, war Cibis Mitglied und interessierte sich besonders für römische Münzen Trierer Prägung.
Der damalige Direktor des Trierer Dom- und Diözesanmuseums Theodor Konrad Kempf verpflichtete ihn 1967 als Zeichner für das Museum, wo Cibis bis zu seinem Ruhestand 1985 wirkte, insbesondere bei der zeichnerischen Dokumentation der Grabungen. In diesen 18 Jahren bestand seine Aufgabe vor allem in der Mitbewertung der Befunde der archäologischen Grabungen in den Kirchen Triers und der zeichnerischen Dokumentation. Hierbei stand der durch Kriegseinwirkungen beschädigte Trierer Dom im Mittelpunkt. Um diese Aufgaben zu bewältigen, waren genaue Kenntnisse der politischen und kirchlichen Geschichte Triers der vergangenen 1700 Jahre unabdinglich, sowie auch fundierte Kenntnisse des Münzwesens dieses Zeitraums, denn Fundmünzen halfen mit bei der Datierung ausgegrabener Gegenstände und Erdschichten.
Bald verband Cibis Beruf und Privates und wurde zu einem leidenschaftlichen Münzsammler und Kenner der Trierer Geld- und Münzgeschichte. Cibis wurde 1967 Mitglied des drei Jahre zuvor gegründeten Vereins Trierer Münzfreunde e. V., dessen Vorsitzender er von 1970 bis 1972 war, worauf er 1973 mit Freunden die Numismatische Gesellschaft Trier e. V. (NGT) gründete, die er bis 1999 führte und formte.
Seine gesammelten Münzen präsentierte er in bedeutenden Ausstellungen, nicht nur in Trier. Enge Kontakte pflegte er zum Nationalmuseum für Geschichte und Kunst in Luxemburg (Raymond Weiller) und zu Maria Radnoti-Alföldi vom Institut für Hilfswissenschaften der Altertumskunde an der Universität Frankfurt am Main. Bei ihr ließ Kurt Cibis auch seine Trierer Fundmünzen aus der Römerzeit wissenschaftlich bearbeiten und in den Katalog Die Fundmünzen der römischen Zeit in Deutschland (FMRD) aufnehmen. Bei den Trierer Münzen waren es die frühen Kleinmünzen und die Petermännchen, die sein besonderes Interesse weckten. Bekannt war er für seine sehr genauen und detailreichen, großmaßstäblichen Zeichnungen.
In vielen Fachbeiträgen hat er seine Erkenntnisse dargelegt, 1977 erschien der Katalog Trierer Notgeld 1918/1923, der als Standardwerk für Sammler des einzigartigen Trierer Notgeldes wurde. Cibis wurde mit seinen ausgezeichneten Fotos (Dias) seiner Sammlungen ein begehrter Vortragender bei numismatischen Vereinen und in der Volkshochschule Trier.
Das Lebensende Cibis' begann mit dem Tod seiner Frau im Jahr 2002, als er gesundheitlich immer größere Probleme bekam und sich von seinen Sammlungen trennen musste. Einen Monat vor seinem Tod erfuhr Cibis noch eine besondere Ehrung, als das Rheinische Landesmuseum ihm das Buch widmete: Die Petermännchen – Kurtriers Landscheidemünzen im 17. und 18. Jahrhundert, das der Numismatiker Konrad Schneider bearbeitet hatte. In diesem Buch sind auch zehn der von Cibis mit künstlerischer Sorgfalt gefertigten Zeichnungen von Petermännchen bzw. Dreipetermännchen abgedruckt.

## Schriften
- mit Dieter Ahrens: Generationen Geschichte Geld. 2000 Jahre Geldgeschichte in Trier. Handbuch und Katalog. Städtisches Museum Simeonstift, Trier 1986.
- mit Konrad Schneider, Gerd Martin Forneck: Sayner Münzen. Numismatischer Verlag Forneck, Koblenz 1984, ISBN 3-923708-02-5.
- Die Münzen der Erzbischöfe und Kurfürsten von Trier (= Das Fenster in der Halle der Kreissparkasse Köln. 93, ZDB-ID 521236-4). Kreissparkasse Köln, Köln 1975.
- Trierer Notgeld. 1918–1923. Cibis, Trier 1977.